# Hans Kattwinkel
Hans Kattwinkel (* 16. März 1883 in Ründeroth; † 10. Oktober 1958 in Baden-Baden) war ein deutscher Ingenieur, Erfinder und Industriemanager. Er war seit 1923 wesentlich am Aufschwung der Kirchbach’schen Werke zu einem der führenden Hersteller von Bremsbelägen und Kupplungsbelägen in Deutschland beteiligt. Seine Erfindungen zu Brems- und Kupplungsbelegen waren ein maßgeblicher Faktor für die weitere Entwicklung der Kraftfahrzeugindustrie.

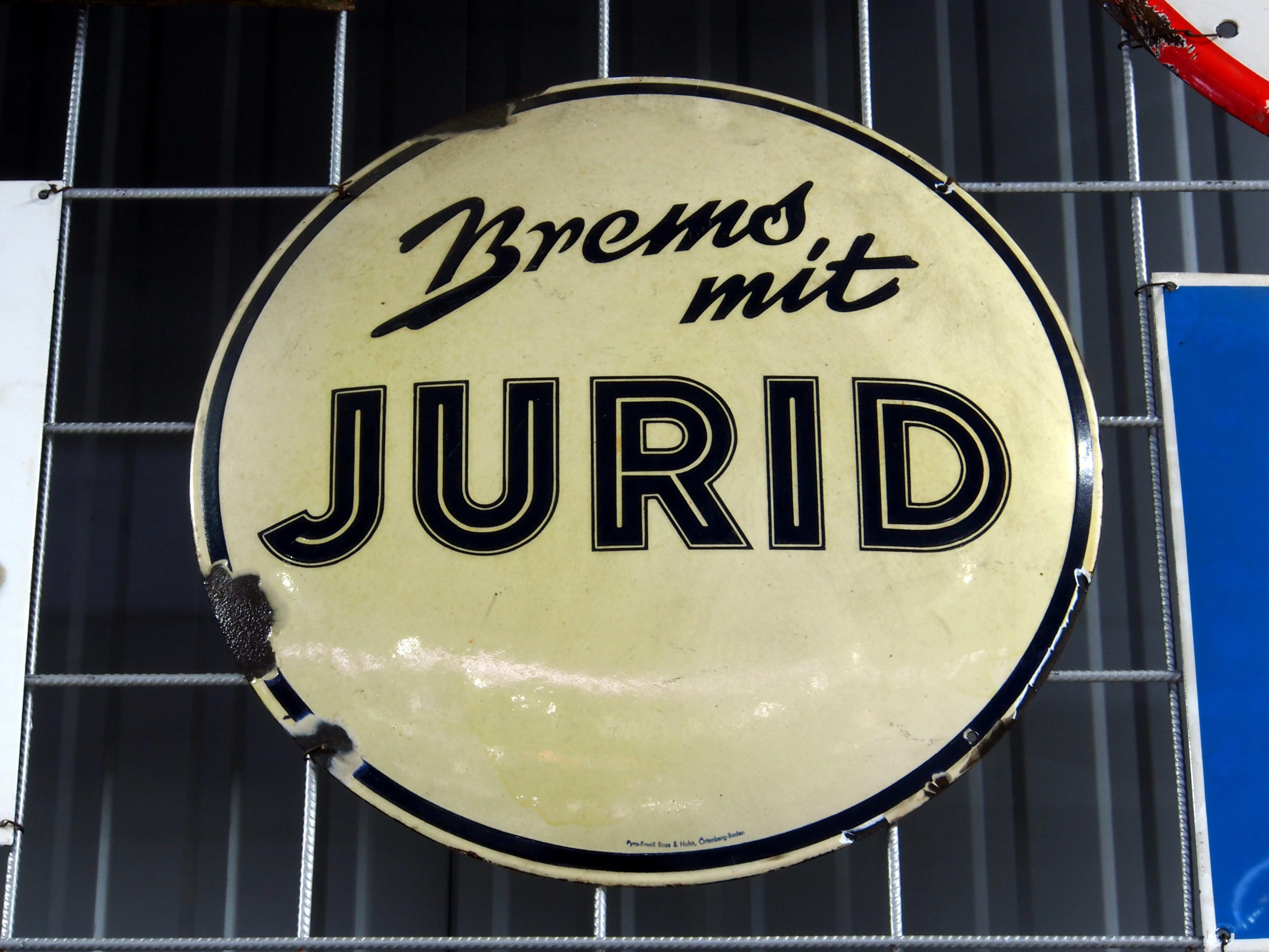
Bremsen und Jurid sind ein Teil des Lebenswerkes von Hans Kattwinkel.

## Leben und Wirken
Hans Kattwinkel war das Kind des Kaufmanns Wilhelm Kattwinkel (* um 1854) und dessen Ehefrau Lina geborene Bolenius. Er wurde in Ründeroth im Oberbergischen Land geboren. Kattwinkel arbeitete zunächst als Ingenieur bei einer Spezialfabrik für Kleingaswerke zur Produktion von Leuchtgas. Schon im Jahre 1903 leitete er den Aufbau eines Benzingaswerkes nebst Beleuchtungsanlagen für einen großen Schlachthof in Sankt Petersburg.
Im Jahre 1907 heiratete Kattwinkel in Hannover die aus Weetzen stammende Henriette Antoinette (Toni) Sophie (* 5. März 1877), die Tochter des Oberbriefträgers Mönkemeyer. Die Ehe blieb kinderlos. Nach dem Fortschreiten der Elektrifizierung gab es kaum noch Bedarf für Kleingaswerke. Kattwinkel ging deshalb in die Automobilindustrie und arbeitete bei der Firma Hansa in Varel. Kattwinkel stieg dort zum leitenden Ingenieur auf. Kattwinkels wohnten von 1915 bis 1924 in Bremen.
Im Jahre 1923 suchten die Kirchbach’schen Werke in Coswig bei Dresden für den weiteren Aufbau des Werkes für Bremsbeläge einen leitenden Ingenieur. Kurt Kirchbach stellte Hans Kattwinkel bei sich ein. Unter Kattwinkel nahm die Firma einen großen Aufschwung, es wurden seit 1923 zahlreiche Patente angemeldet und der 1915 entstandene Markenname Jurid beim Patent- und Markenamt eingetragen. Gleichzeitig begann man mit der Fertigung von formgepressten Brems- und Kupplungsbelägen für Kraftfahrzeuge, wie sie in den Vereinigten Staaten erst in den 1930er Jahren auftauchten. Um sich von den qualitativ sehr unterschiedlichen Produkten von Bandwebereien unabhängig zu machen, wurden zahlreiche moderne Webstühle für die benötigten Asbestbänder in Coswig aufgestellt.

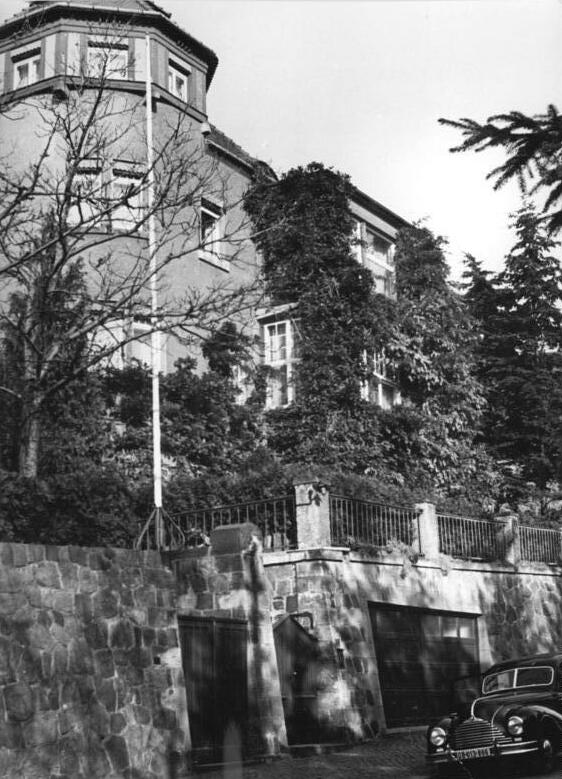
Kattwinkels Villa in Niederlößnitz, in der 1951/52 Martin Andersen Nexø wohnte. Gut zu sehen die von Kattwinkel in den Berg gebaute Autogarage.

Kattwinkels wohnten ab Mitte der 1920er Jahre nahe der Coswiger Fabrik in der Meißner Straße 28. Später zogen sie nach Niederlößnitz in die als zweiter Leitbau der Villenkolonie Altfriedstein im Jahre 1903 errichtete Villa Brühlstraße 20. Dort wohnten sie mindestens seit 1935. Nach dem schon im Jahre 1931 erfolgten Einbau einer Autogarage in die Stützmauer ließen Kattwinkels 1938 die Veranda aufstocken. Gleichzeitig erfolgte ein teilweiser Ausbau des Dachgeschosses.
Schon Ende der 1920er Jahre wurden Asbestbeläge für Bremsen und Kupplungen der Marke Jurid als gleichwertig zu denen des damaligen britischen Marktführers Ferodo befunden. Mit der Zeit kamen weitere Anwendungen der modernen Jurid-Bremsbeläge hinzu, insbesondere bewährten sich die neuen Entwicklungen von Kattwinkel für Flugzeuge, Eisenbahnlokomotiven und Krane. Das Kirchbachsche Unternehmen wurde 1936 von einer Kommanditgesellschaft in eine Aktiengesellschaft umgewandelt. Das Unternehmen wurde, vermutlich aus steuerlichen Gründen, aufgespaltet in die drei Firmen Kirchbachsche Werke AG, Jurid Vertriebsgesellschaft mbH und später noch in eine Patentverwertungsgesellschaft mit dem Namen Kattwinkel, Kirchbach & Co. Kattwinkel wurde Vorstandsvorsitzender der Aktiengesellschaft. 1944 waren rund 2000 Arbeiter und Angestellte im Unternehmen beschäftigt. Das Werk in Coswig überstand den Zweiten Weltkrieg völlig unbeschädigt, wurde danach jedoch weitgehend demontiert.
Kurt Kirchbach ging nach Düsseldorf-Benrath, wo man schon im Spätsommer 1945 mit fünf Arbeitern unter dem Namen Juridwerk Kurt Kirchbach neu begann. Im Jahre 1948 kam auch Hans Kattwinkel aus der Sowjetischen Besatzungszone nach Düsseldorf. 1949 zog die Fabrik nach Düsseldorf-Grafenberg in die Hohenzollernwerke, die bis 1929 der Aktiengesellschaft für Lokomotivbau Hohenzollern gehört hatten. Das Unternehmen hatte 1950 schon wieder 376 Beschäftigte und erzielte einen Umsatz von rund einer Million D-Mark. Im Jahre 1952 reiste Kattwinkel nach Brasilien. Im darauf folgenden Jahr wurde in Sorocaba im brasilianischen Bundesstaat São Paulo die Tochtergesellschaft Jurid S.A. gegründet (heute Jurid do Brasil Sistemas Automotivos Ltda.).
Da weder Kirchbachs noch Kattwinkels oder ein weiterer Mitaktionär Kinder hatten, wurde die Firma im Jahre 1953 an Berthold von Bohlen und Halbach verkauft. Dieser verlagerte die Fabrik im darauf folgenden Jahre nach Glinde bei Hamburg. Kattwinkels verließen Düsseldorf und zogen nach Baden-Baden in ein neu errichtetes Haus in der Iburgstraße 27a (heute Yburgstraße). 1958 verstarb Hans Kattwinkel im Alter von 75 Jahren in seiner neuen Wahlheimat. Seine Witwe Antoinette Kattwinkel wohnte noch bis mindestens 1965 in Baden-Baden.

## Ehrungen
- 1954 erhielt Hans Kattwinkel das Bundesverdienstkreuz 1. Klasse.[26]

## Patente (Auswahl)
Unter der technischen Leitung von Hans Kattwinkel meldeten die Kirchbach’schen Werke ab 1923 eine Vielzahl an Patenten an. Nach dem Umzug nach Düsseldorf ging es bis zum Verkauf der Jurid-Werke weiter.
- Patent  DE408277: Elastisches Kupplungsglied, insbesondere fuer Gelenkkupplungen bei Kraftfahrzeugen. Veröffentlicht am 15. Januar 1925, Anmelder: Kirchbach & Co Kirchbachsche Werke (DRP).‌
- Patent  DE409076: Aus mehreren Gewebelagen gebildete Scheibe als nachgiebiges Verbindungsglied bei beweglichen Wellenkupplungen, insbesondere für Kraftfahrzeuge. Angemeldet am 23. November 1923, veröffentlicht am 29. Januar 1925, Anmelder: Kirchbach & Co (DRP).‌
- Patent  DE431457: Verbindungsscheibe für Gelenkkupplungen. Angemeldet am 17. August 1923, veröffentlicht am 10. Juli 1926, Anmelder: Kirchbach & Co (DRP).‌
- Patent  DE458075: Verfahren zum Lochen von aus imprägniertem Gewebe bestehenden Reibungskörpern für Kupplungs- und Bremszwecke. Angemeldet am 27. September 1924, veröffentlicht am 29. März 1928, Anmelder: Kirchbach & Co (DRP).‌
- Patent  CH124122: Verfahren zur Herstellung von Reibungsmaterial und nach dem Verfahren hergestelltes Material. Angemeldet am 30. Oktober 1926, veröffentlicht am 2. Januar 1928, Anmelder: Kirchbach & Co Kirchbachsche Werke.‌
- Patent  GB272478: Improvements in or relating to the manufacture of friction bodies for brake and clutch purposes. Angemeldet am 24. Mai 1927, veröffentlicht am 16. Februar 1928, Anmelder: Kirchbach & Co.‌
- Patent  DE487238: Verfahren zur Herstellung von Reibmaterial für Brems- und Kupplungszwecke. Angemeldet am 25. November 1925, veröffentlicht am 4. Dezember 1929, Anmelder: Kirchbach & Co (DRP).‌
- Patent  DE509999: Nachgiebige Gelenkkupplung. Angemeldet am 12. März 1926, veröffentlicht am 15. Oktober 1930, Anmelder: Kirchbachsche Werke Kirchbach & Co (DRP).‌
- Patent  DE518150: Reibkörperlamelle mit beiderseitigem Reibbelag. Angemeldet am 18. März 1926, veröffentlicht am 12. Februar 1931, Anmelder: Kirchbach & Co (DRP).‌
- Patent  DE537340: Nachgiebige Kreuzgelenkkupplungen, insbesondere Kardanwellen von Kraftfahrzeugen. Angemeldet am 11. November 1930, veröffentlicht am 14. März 1932, Anmelder: Kirchbach & Co (DRP).‌
- Patent  DE543071: Verfahren zur Herstellung von Reibkörpern für Brems- und Kupplungszweck. Veröffentlicht am 1. Februar 1932, Anmelder: Kirchbach & Co (DRP).‌
- Patent  DE578107: Kreuzgelenk, insbesondere für die Kardanwellen von Kraftfahrzeugen. Veröffentlicht am 9. Juni 1933, Anmelder: Kirchbach & Co (DRP).‌
- Patent  DE663670: Mehrscheibenbremse, insbesondere für Schienenfahrzeuge. Angemeldet am 6. April 1935, veröffentlicht am 11. August 1938, Anmelder: Kirchbach & Co (DRP).‌
- Patent  DE682187: Lamellenkupplung, insbesondere für Kraftfahrzeuge. Angemeldet am 13. April 1937, veröffentlicht am 10. Oktober 1939, Anmelder: Hans Kattwinkel, Erfinder: Hans Kattwinkel (DRP).‌
- Patent  DE711708: Vorrichtung zum Anzeigen eines in dem einen von mehreren voneinander unabhaengigen Bremssystemen, insbesondere von Kraftfahrzeugen, auftretenden Schadens. Angemeldet am 10. September 1939, veröffentlicht am 6. Oktober 1941, Anmelder: Kirchbachsche Werke AG (DRP).‌
- Patent  DE764422: Kardanwelle, insbesondere für Kraftfahrzeuge. Angemeldet am 12. Januar 1939, veröffentlicht am 9. April 1953, Anmelder: Kattwinkel, Kirchbach & Co, Erfinder: Hans Kattwinkel (DRP).‌
- Patent  US2368304: Clutch, especially for motor cars with control change mechanism. Angemeldet am 11. Juli 1941, veröffentlicht am 30. Januar 1945, Erfinder: Hans Kattwinkel.‌
- Patent  US2415100: Device for controlling the brake action in railway cars and the like. Angemeldet am 28. Februar 1941, veröffentlicht am 4. Februar 1947, Erfinder: Hans Kattwinkel.‌
- Patent  DE929754: Walzenpresse zur Herstellung von Bändern fuer Bremsbeläge aus fasrigem oder gekörntem Material. Angemeldet am 31. Dezember 1952, veröffentlicht am 4. Juli 1955, Anmelder: Jurid Werke AG, Erfinder: Hans Kattwinkel.‌
- Patent  DE974480: Vorrichtung zum Schleifen ebener und flachkegeliger Werkstücke, insbesondere kreisringförmiger Kupplungsbeläge. Angemeldet am 6. Februar 1951, veröffentlicht am 12. Januar 1961, Anmelder: Jurid Werke GmbH, Erfinder: Hans Kattwinkel.‌